# Centaurus (komiks)
Centaurus – francuska seria komiksowa z gatunku science fiction, której autorami są scenarzyści: Luiz Eduardo de Oliveira (pseudonim Leo) i Rodolphe Daniel Jacquette (pseudonim Rodolphe) oraz rysownik Zoran Janjetov. Ukazywała się od 2015 do 2019 nakładem wydawnictwa Delcourt. W Polsce serię opublikowało wydawnictwo Timof i cisi wspólnicy.

## Fabuła
Akcja serii rozgrywa się w dalekiej przyszłości. 9800 ziemian podróżuje statkiem kosmicznym, który od ponad 400 lat pełni misję poszukiwania planety nadającej się do zamieszkania. Lądują w końcu na planecie Vera, sądząc, że stanie się dla nich nowym domem. Jednak po krótkiej eksploracji miejsca przybysze przekonują się, że jest ono wrogie i niebezpieczne.

## Tomy
| Tom | Tytuł i rok wydania polskiego | Tytuł i rok wydania oryginalnego |
| --- | ----------------------------- | -------------------------------- |
| 1   | Ziemia obiecana (2016)        | Terre promise (2015)             |
| 2   | Obca ziemia (2017)            | Terre étrangère (2016)           |
| 3   | Szalona ziemia (2018)         | Terre de folie (2017)            |
| 4   | Ziemia trwogi (2019)          | Terre d'angoisse (2018)          |
| 5   | Ziemia śmierci (2019)         | Terre de mort (2019)             |